# Shugo Nishikawa
Shugo Nishikawa (西川 周吾 Nishikawa Shugo?), född 27 maj 1977 i Ishikawa prefektur, är en japansk före detta fotbollsspelare.
Nishikawa började sin karriär 2000 i Mito HollyHock. Efter Mito HollyHock spelade han för Kanazawa SC och Ferverosa Ishikawa Hakusan FC. Han avslutade karriären 2007.